# Martin Stolle

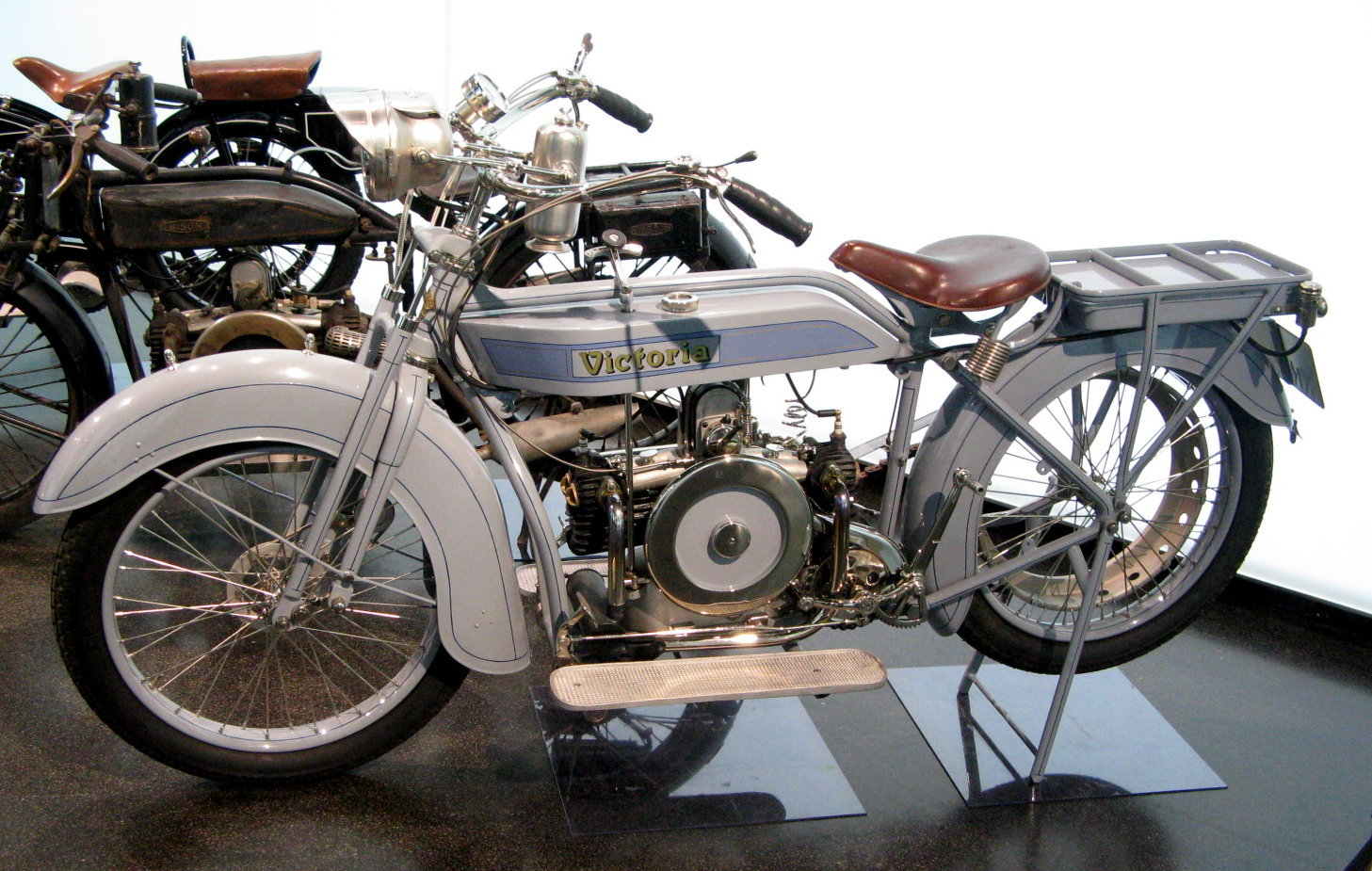
Victoria met "Bayernmotor" uit 1920

Martin Stolle (3 maart 1886, Berlijn - 25 september 1982) was een Duitse auto- en motorfietsconstructeur.

## BMW
Stolle werkte aanvankelijk bij de motorfietsenfabrikant Cudell in Aken. In 1917 begon hij bij de Rapp Motorenwerke, waaruit later het merk BMW voortvloeide. Hij ontwikkelde onder andere de M2B15 “Bayernmotor”, een dwarsgeplaatste tweecilinderboxermotor, die geïnspireerd was op de motor van de Douglas die Martin Stolle privé reed. De motor werd als inbouwmotor geleverd aan Corona, Bison, Heller, SMW en Victoria. Bovendien werd hij als stationaire motor toegepast. In 1921 en 1922 produceerde BMW zelf motorfietsen met deze dwarsgeplaatste motor, onder de merknaam Helios.

## Victoria

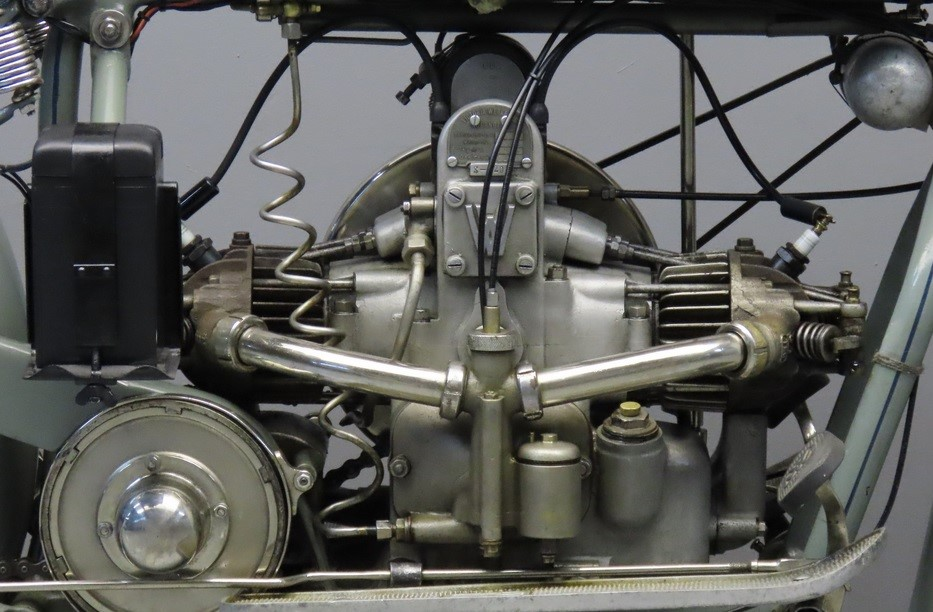
De WSM-motor die Stolle voor Victoria ontwikkelde, hier in een Victoria KR III uit 1925

Toen BMW vanaf 1923 zijn eigen motorfietsen ging produceren en geen motoren meer aan Victoria leverde, nam dit bedrijf Martin Stolle als constructeur in dienst. Voor Victoria ontwikkelde Martin Stolle 500 en 600 cc boxermotoren met kopkleppen. Deze motorblokken werden geproduceerd bij WSM in München.

## Vorster & Stolle
Stolle had inmiddels in München een eigen autofabriek opgezet. Onder de naam “Vorster & Stolle Motoren AG” werden hier vanaf 1925 de Stolle sportwagens met 1500 cc OHC viercilindermotoren met koningsasen geproduceerd.

## D-Rad

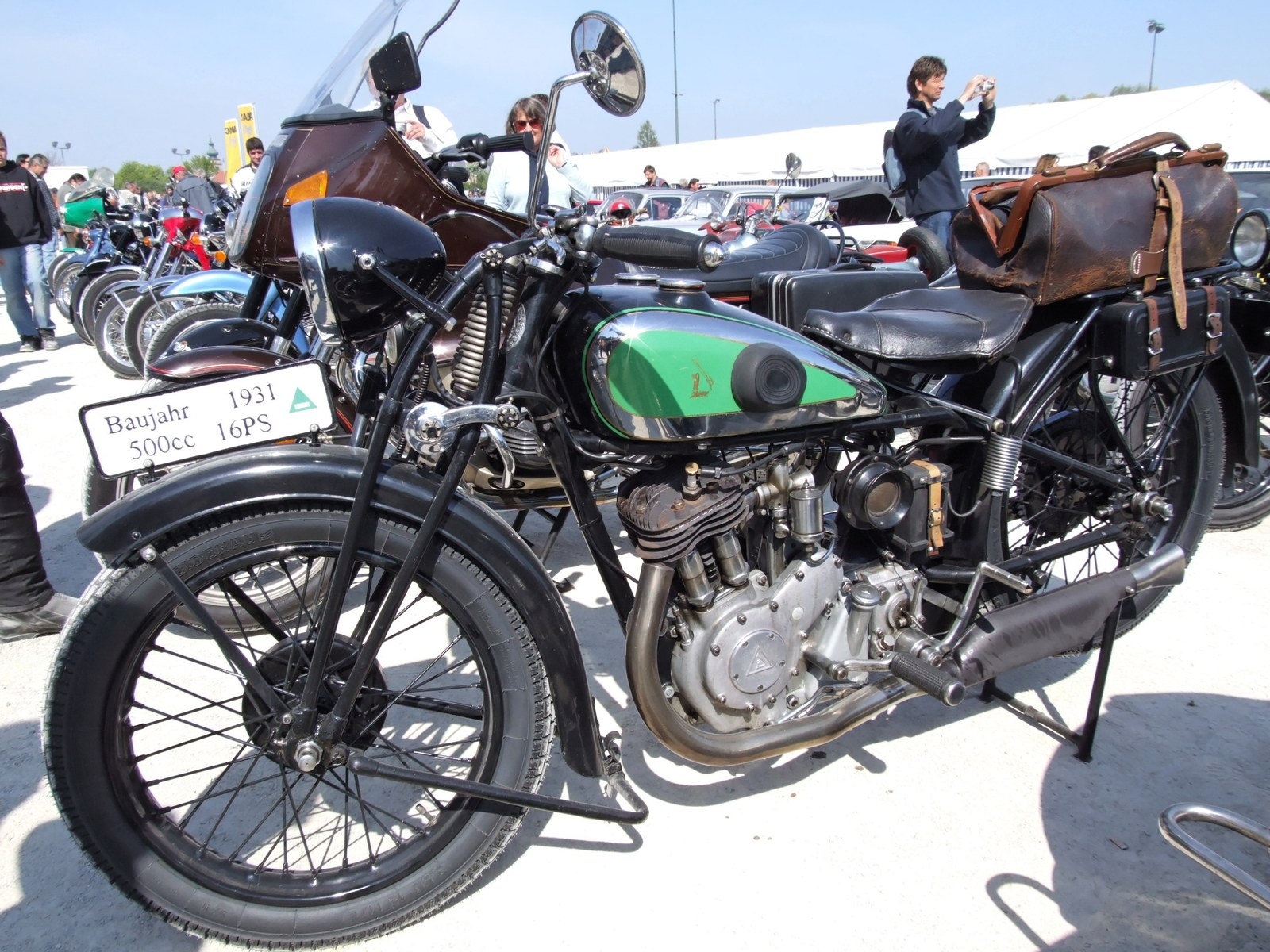
D-Rad R 11

Later (waarschijnlijk in 1926 of 1927) ging Stolle naar de Deutsche Industriewerke in Berlin-Spandau. Daar werden op kleine schaal auto’s gefabriceerd, maar het bedrijf werd vooral bekend door de motorfietsen met de merknaam “D-Rad”. Stolle moest hier onder andere het weggedrag van de bladgeveerde voorvorken verbeteren, maar ontwikkelde in 1929 ook de D-Rad R 10, die een kopklepmotor had, en de R 11 met een zijklepmotor. De slechte voorvorken van de D-Rad motoren hadden het merk de bijnaam “Spandauer Springbock” opgeleverd. Een negatieve associatie, die Stolle wegwerkte door de voorvork te verbeteren (het werd een parallellogramvork), maar ook door het inzetten van fabrieksrijders in wegraces en betrouwbaarheidsritten. Het D-Rad team werd jarenlang als beste Duitse fabrieksteam beschouwd. De beurskrach van 1929 dwong het bedrijf echter goedkoper te gaan produceren, waardoor aanvankelijk overgeschakeld werd op Bark tweetakt- inbouwmotoren en later zelfs een samenwerking werd aangegaan met NSU waardoor de merknaam D-Rad uiteindelijk helemaal verdween. 

## NAG en Victoria
Na het verdwijnen van D-Rad in 1933 ging Stolle een deel van zijn werkweek gebruiken voor de ontwikkeling van een luchtgekoelde viercilinderboxermotor voor de Nationale Automobil-Gesellschaft (hij was hiermee dus eerder bezig dan Franz Reimspiess, die de luchtgekoelde Volkswagen Kevermotor ontwikkelde). De autoproductie bij NAG eindigde echter al snel en de motor van Stolle kwam nooit in productie. Gedurende de andere helft van de week ontwikkelde Stolle een 500 cc zijklepmotor voor de Victoria KR 8. Deze machine was echter niet goed doorontwikkeld en werd al spoedig vervangen door de KR 9, die een kop/zijklepmotor had.
Martin Stolle ontwikkelde hierna nog een kleine motorfiets met tweetaktmotor onder de naam “Sursum” en voor de GustloffWerke in Suhl maakte hij gemotoriseerde fietsen. Tijdens de Tweede Wereldoorlog werkte hij mee aan de ontwikkeling van tanks en andere militaire uitrusting. Na de Tweede Wereldoorlog werkte hij als deskundige op het gebied van motorvoertuigen.

## Weblink
der Konstrukteur Martin Stolle